# 久保田雅史
久保田 雅史（くぼた まさし、1963年または1964年 - 2022年6月22日）は日本のアニメ脚本家である。ぶらざあのっぽ出身。

## 概要
前職はプログラマーで、アニメファンであった兄の影響を受け脚本家を志し、小山高生の指導を受ける。シナリオ塾の受講生では目立たない存在であったが、最終試験で小山が激賞する内容のシナリオを仕上げ、ぶらざあのっぽに参加。以降、数々のテレビアニメでシナリオを手掛けた。関島眞頼がシリーズ構成のアニメ（例えば、『かいけつゾロリ』、『風のスティグマ』など）や、新房昭之が監督をしている作品での起用が多い。
脚本家としてのデビュー作である『ドラゴンボールZ』では、前作『ドラゴンボール』から『ドラゴンボールZ』のセル編まで多く担当していた脚本家に代わって、魔人ブウ編では隅沢克之、戸田博史、松井亜弥と並び大半の脚本を担当しており、次回作である『ドラゴンボールGT』でも多く担当した。
2022年6月22日、死去。58歳没。
訃報を受け、『電脳冒険記ウェブダイバー』20周年記念サイトでは、久保田が逝去の直前に担当したラジオドラマ「WEB騎士の帰還」のシナリオが公開された。

## 担当した作品

### テレビアニメ
- 1994年 楽しいウイロータウン
- 1994年 ドラゴンボールZ
- 1995年 十二戦支 爆烈エトレンジャー
- 1996年 ドラゴンボールGT
- 1996年 少年サンタの大冒険!
- 1996年 エルフを狩るモノたち
- 1997年 マッハGoGoGo
- 1997年 CLAMP学園探偵団
- 1997年 エルフを狩るモノたちII
- 1997年 新・天地無用!
- 1998年 ロードス島戦記-英雄騎士伝-
- 1998年 LEGEND OF BASARA
- 1998年 魔術士オーフェン（シリーズ構成）※関島眞頼と連名
- 1998年 セイバーマリオネットJ to X
- 1999年 それゆけ!宇宙戦艦ヤマモト・ヨーコ
- 1999年 魔術士オーフェン Revenge（シリーズ構成）※関島眞頼と連名
- 2000年 タイムボカン2000 怪盗きらめきマン
- 2000年 ドッとKONIちゃん
- 2001年 超GALS!寿蘭（シリーズ構成）
- 2001年 電脳冒険記ウェブダイバー
- 2001年 The Soul Taker 〜魂狩〜
- 2002年 ロックマンエグゼ
- 2002年 藍より青し
- 2003年 藍より青し〜縁〜
- 2004年 かいけつゾロリ
- 2004年 tactics
- 2004年 ロックマンエグゼStream
- 2005年 うえきの法則
- 2005年 ロックマンエグゼBEAST
- 2006年 となグラ!
- 2006年 ゼーガペイン
- 2006年 ロックマンエグゼBEAST+
- 2006年 流星のロックマン
- 2007年 ひだまりスケッチ
- 2007年 風のスティグマ
- 2007年 さよなら絶望先生
- 2007年 流星のロックマン トライブ
- 2008年 スキップ・ビート!
- 2009年 PandoraHearts
- 2010年 メタルファイト ベイブレード 爆
- 2011年 Rio RainbowGate!
- 2011年 メタルファイト ベイブレード 4D
- 2012年 爆TECH!爆丸
- 2012年 メタルファイト ベイブレード ZEROG
- 2012年 パブー&モジーズ
- 2013年 爆TECH!爆丸 ガチ
- 2014年 ドラゴンボール改（第2期）

### OVA
- 1996年 ソニック・ザ・ヘッジホッグ
- 1997年 それゆけ!宇宙戦艦ヤマモト・ヨーコII
- 1997年 でたとこプリンセス
- 1999年 てなもんやボイジャーズ
- 2003年 モエかん THE ANIMATION

### ゲーム
- 1998年  ダブルキャスト（脚本、絵コンテ・演出）

### ドラマCD
- 1998年 イメージアルバム　四龍島シリーズ『龍は微睡む』
- 1999年 ロードス島戦記-英雄騎士伝　ドラマアルバム1
- 1999年 花とゆめ応募者全員サービス 『フルーツバスケット』 オリジナルドラマCD
- 2000年 それゆけ!宇宙戦艦ヤマモト・ヨーコ スペシャルドラマCD
- 2002年 ヨコハマ買い出し紀行
- 2003年 忍法ドラマCD ニニンがシノブ伝
- 2006年 ZEROIN  Piece3：IAMMING　エイジ特製コレクションCD  Vol.6
- 2008年 To LOVEる-とらぶる- バラエティCD　Part1,2
- 2021年 電脳冒険記ウェブダイバー DIVE2021　WEB騎士の帰還

## 関連人物
- 関島眞頼
- 新房昭之